# Una donna/Il bosco no
Una donna/Il bosco no è il primo singolo di Adriano Pappalardo.

## Il disco
La copertina del disco è di Caesar Monti, che si ispirò al film di Peter Brook Il signore delle mosche.
Su Ciao 2001 il disco venne recensito in maniera positiva, affermando tra le altre cose
 L'anno successivo i due brani furono inseriti nell'album Adriano Pappalardo.

## Tracce
LATO A
1. Una donna (testo: Mogol – musica: Mario Lavezzi; edizioni musicali Universale)

LATO B
1. Il bosco no (testo: Mogol – musica: Guido Maria Ferilli; edizioni musicali Numero Uno, Esedra)

## Formazione
- Adriano Pappalardo – voce
- Giorgio Benacchio – chitarra elettrica
- Umberto Tozzi – chitarra elettrica
- Sergio Brunetti – pianoforte, organo Hammond
- Guido Guglielminetti – basso
- Euro Cristiani – batteria
- Roberto Fassio – sax, flauto
- Claudio Pascoli – sax, flauto
- Pier Luigi Mucciolo – tromba, trombone
- Reginaldo Ettore – campane sarde
- Lalla Francia, Lella Esposito, Giusy Greco, Paola Orlandi – cori